# Kenneth O. Morgan, Baron Morgan

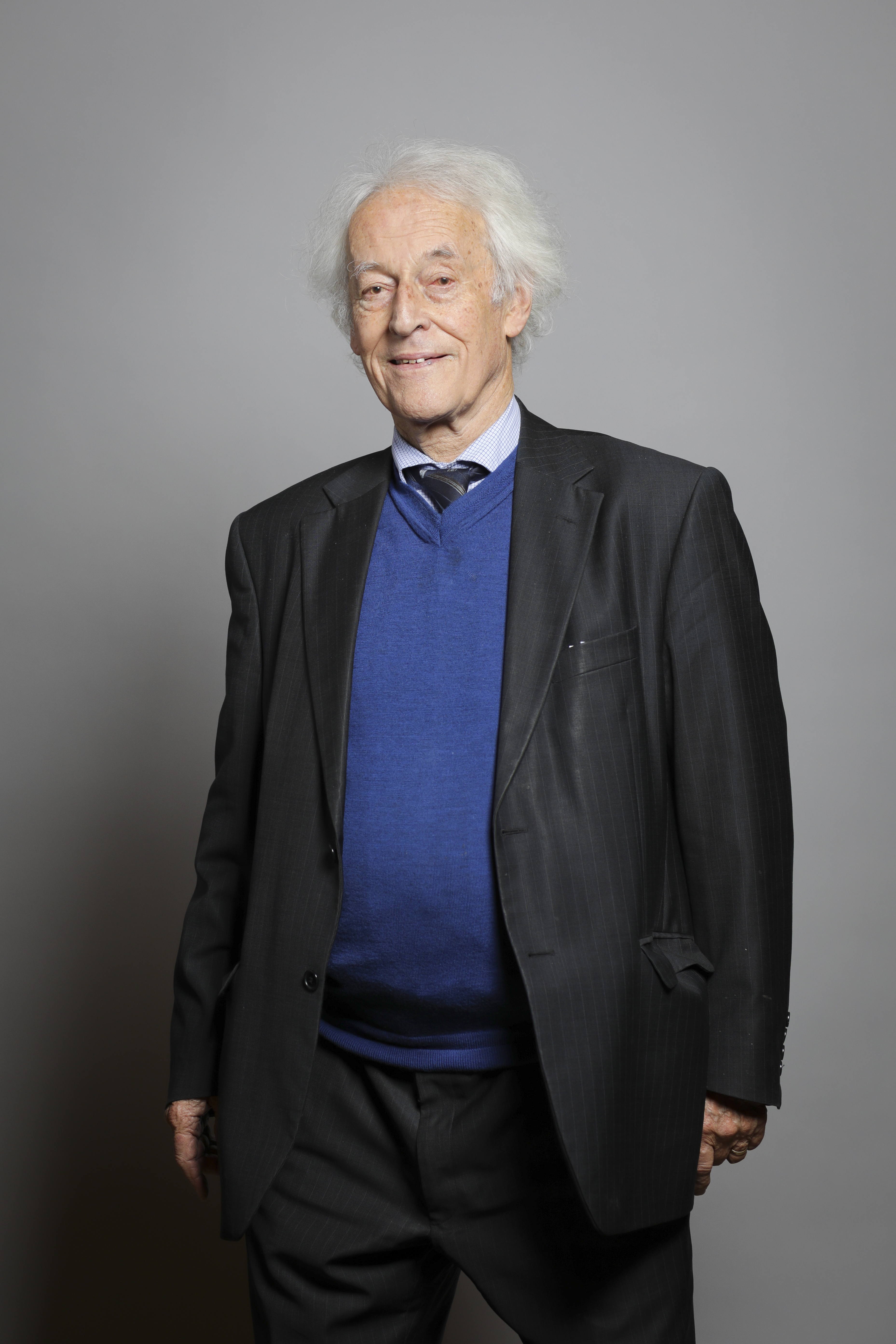
Kenneth O. Morgan, Baron Morgan

Kenneth Owen Morgan, Baron Morgan FBA (* 16. Mai 1934) ist ein Historiker, Hochschullehrer und Politiker der Labour Party, der seit 2000 als Life Peer Mitglied des House of Lords ist. Lord Morgan wurde durch seine zahlreichen Veröffentlichungen von Fachliteratur und Biografien zum Fachmann für die Geschichte des Vereinigten Königreichs von Großbritannien und Nordirland sowie insbesondere für die Geschichte von Wales und der Labour Party.

## Leben
Nach dem Schulbesuch absolvierte Morgan ein Studium der Geschichtswissenschaften und war nach Beendigung des Studiums zwischen 1965 und 1966 Lecturer sowie zuletzt seit 1965 Senior Lecturer für Geschichte am University College of Swansea. Daneben wirkte er zwischen 1962 und 1963 als Gastwissenschaftler (Visiting Fellow) beim American Council of Learned Societies (ACLS) an der Columbia University sowie 1965 als dortiger Gastprofessor. 
Mitte der 1960er Jahre wurde Morgan einer breiteren Öffentlichkeit bekannt, als er nebenbei zwischen 1964 und 1979 als Wahlberichterstatter für das Radio- und Fernsehprogramm der BBC arbeitete. Nach Beendigung seiner Tätigkeit am University College of Swansea war er von 1966 bis 1989 Fellow und Praelector für die Geschichte der Neuzeit und Politikwissenschaften am Queen’s College der University of Oxford sowie zugleich von 1967 bis 1989 Lecturer an der University of Oxford. Daneben war er zwischen 1972 und 2003 Mitglied des Rates für keltische Studien und ist seit 1985 Mitglied des Walisischen Politischen Archivs.
Nach Beendigung seiner Lehrtätigkeit an der University of Oxford war er von 1989 bis 1995 Vizekanzler der University of Wales, Aberystwyth sowie zugleich zwischen 1993 und 1995 auch Leitender Vizekanzler der University of Wales. In dieser Zeit war er von 1989 bis 1995 auch Mitglied des Rates der National Library of Wales. Im Anschluss kehrte er 1995 als Lecturer an die University of Cambridge zurück und war daneben auch zwischen 1995 und 1999 Forschungsprofessor an der University of Wales, Aberystwyth. In der Folgezeit übernahm er auch mehrere Gastprofessuren und war 1997 an der Universität Kapstadt, zwischen 1997 und 2000 an der Witwatersrand-Universität sowie 2000 an der University of Bristol. Daneben war er sowohl 1994 als auch 1999 Gastlektor an der University of Texas at Austin und ist seit 1999 Honorarprofessor an der Swansea University.
Durch ein Letters Patent vom 12. Juni 2000 wurde Morgan als Life Peer mit dem Titel Baron Morgan, of Aberdyfi in the County of Gwynedd, in den Adelsstand erhoben. Kurz darauf erfolgte am 12. Juli 2000 seine Einführung (Introduction) als Mitglied des House of Lords. Im Oberhaus gehört er zur Fraktion der Labour Party und war unter anderem zwischen 2001 und 2004 Mitglied des Oberhausausschusses für die Verfassung sowie 2008 Mitglied des Vereinigten Ausschusses des Parlaments für den Gesetzentwurf zur Erneuerung der Verfassung.
Seit 2011 ist Lord Morgan, der von 2002 bis 2003 Mitglied des Monarchiekomitees der Fabian Society sowie 2007 erneut Gastlektor an der University of Texas at Austin war, Gastprofessor am King’s College London.

## Ehrungen und Auszeichnungen
Für seine Verdienste in Forschung, Lehre und Politik wurde er mehrfach ausgezeichnet und wurde 1985 Ehren-Fellow der Swansea University sowie zwischen 1991 und 1992 Außerordentlicher Fellow am Jesus College der University of Oxford. Des Weiteren wurde er Ehren-Fellow des Queen’s College der University of Oxford (1992), der University of Wales, Cardiff (1997), des Trinity College Carmarthen (1998) sowie des Oriel College der University of Oxford (2003).
Daneben wurden Lord Morgan, der seit 1964 Fellow der Royal Historical Society sowie seit 1983 der British Academy ist, Ehrendoktorwürden der University of Wales (1997), der University of Glamorgan (1997) sowie der University of Greenwich (2004) verliehen. Darüber hinaus wurde er 2008 Ehrenbarde des Gorsedd des Nationalen Eisteddfod von Wales sowie 2009 mit der Goldmedaille der Honourable Society of Cymmrodorion für sein Lebenswerk ausgezeichnet.

## Veröffentlichungen
Neben seiner Lehrtätigkeit war Morgan zwischen 1965 und 2003 Herausgeber der Fachzeitschrift Welsh History Review sowie zugleich von 1994 bis 1999 von 20th Century British History. Durch seine zahlreichen Veröffentlichungen von Fachliteratur und Biografien über Persönlichkeiten wie Christopher Addison, 1. Viscount Addison, Aneurin Bevan, James Callaghan, Michael Foot, James Griffiths, Keir Hardie und David Lloyd George zum Fachmann für die zeitgenössische Geschichte des Vereinigten Königreichs von Großbritannien und Nordirland sowie insbesondere für die Geschichte von Wales und der Labour Party. Zu seinen bedeutendsten Veröffentlichungen gehören:
- Wales in British Politics 1868-1922 (1963, 3. Auflage 1980)
- David Lloyd George - Welsh Radical as World Statesman (1963, 2. Auflage 1964)
- Freedom or Sacrilege? (1966)
- Keir Hardie (1967)
- The Age of Lloyd George (1971, 3. Auflage 1983)
- Lloyd George - Family Letters 1885-1936 (1973)
- Lloyd George (1974)
- Keir Hardie - Radical and Socialist (1975)
- Consensus and Disunity - the Lloyd George Coalition Government 1918-1922 (1979)
- Portrait of a Progressive - the Political Career of Christopher, Viscount Addison (Mitautorin Jane Morgan, 1980)
- Rebirth of a Nation - Wales 1880-1980 (1981)
- David Lloyd George 1863-1945 (1981)
- Welsh Society and Nationhood - Historical Essays (Mitherausgeber, 1984)
- The Oxford Illustrated History of Britain (Herausgeber, 1984, letzte Auflage 2009)
- Labour in Power 1945-1951 (1984)
- Labour People - Leaders and Lieutenants, Hardie to Kinnock (1987)
- The Oxford History of Britain (Herausgeber, 1988, letzte Auflage 2010)
- The Red Dragon and the Red Flag - The Cases of James Griffiths and Aneurin Bevan (1989)
- The People's Peace - British History since 1945 (1990, letzte Auflage 2001)
- Modern Wales, Politics, Places and People (1995)
- Young Oxford History of Britain and Ireland (Herausgeber, 1996)
- Callaghan: A Life (1997)
- Crime, Protest and Police in British Society (Mitherausgeber, 1999)
- The Twentieth Century (2001)
- The Great Reform Act (2001)
- Michael Foot: A Life (2007)
- Ages of Reform (2011)